# 에마뉘엘 무레

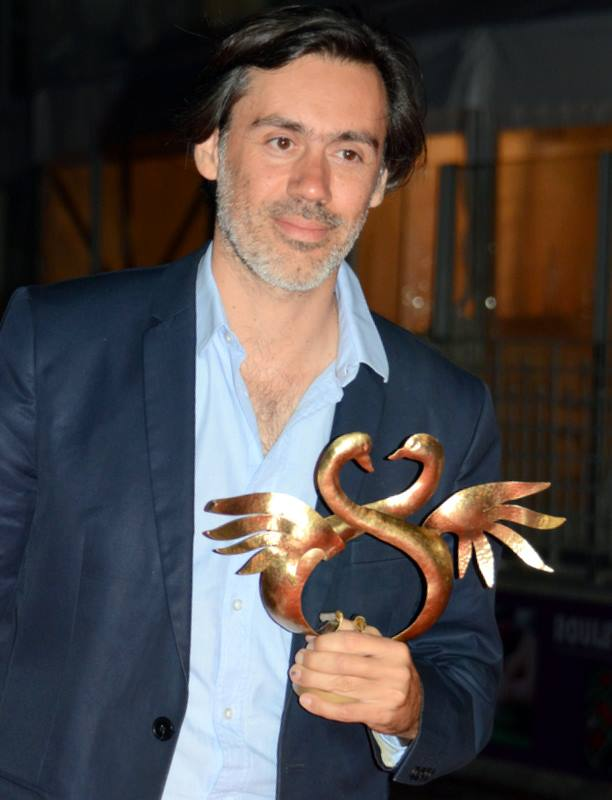

에마뉘엘 무레(프랑스어: Emmanuel Mouret, 1970년 6월 30일 ~ )는 프랑스의 배우, 영화 감독이다.
마르세유에서 태어났다.

## 영화
- 더 씽즈 위 세이, 더 씽즈 위 두 (2020년)
- 마드모아젤 (2018년)
- 카프라이스 (2015년)
- 윈 오트르 뷔 (2013년)
- 아트 오브 러브 (2011년)
- 사랑의 묘약 (2009년)
- 신의 사무실 (2008년)
- 쉘 위 키스 (2007년) - 니콜라스 역
- 체인지 어드레스 (2006년) - 데이빗 역
- 베뉘스와 플뢰르 (2004년)